# Udviklingsteori
Udviklingsteorier er en fælles betegnelse for anskuelser af, hvordan man bedst kan hjælpe den tredje verden til øget velfærd. Teorierne adskiller sig dels i deres måde at betragte endemålet for hjælpen (skal de blive som landene i Vesteuropa, som USA, finde deres egen udvikling, eller noget helt fjerde) og dels i deres måde at betragte, hvad der er problemet på (korruption, Vestens rolle, for stor befolkningstilvækst, for få investeringer, osv.)
Svarene på, hvordan man bedst muligt kan hjælpe, adskiller sig markant alt efter, hvilken skole, man er tilhænger af. 

## Moderniseringsteori
Moderniseringsteorierne deler en antagelse om, at udvikling kan betragtes som noget lineært – der er visse lande, der er udviklede, og visse lande, der er uudviklede, og målet er at få de uudviklede lande op på de udviklede landes niveau.
Derudover findes der en fælles idé om, at udvikling på en lang række faktorer er gensidigt afhængige – hvis man udvikler et land på et punkt, så vil andre udviklinger automatisk følge med. Eksempelvis kan man sige, at IMF arbejder med tanken om, at hvis et land er i økonomisk fremgang, så vil det også medføre en politisk og en kulturel fremgang.
Måden, man ifølge moderniseringsteori skal hjælpe på, er altså ved at finde ud af, hvilket forhold, der er afgørende for udviklingen i den tredje verden. Derefter skal man sætte massivt ind på de afgørende faktorer, hvorefter udviklingen på mindre væsentlige punkter kommer af sig selv.

## Afhængighedsteori
Afhængighedsteori er et opgør med de klassiske tanker i moderniseringsteorien. Tankerne begyndte at komme frem, da de første bistandsprojekter var begyndt at vise, at de ikke havde den ønskede effekt, og at udvikling af den tredje verden ikke var så simpelt, som tidlige moderniseringsteoretikere havde forestillet sig. Dette fik én gruppe til at arbejde på at forfine moderniseringsteori, mens afhængighedsteoretikere fandt, at moderniseringsteori grundlæggende havde forkerte antagelser.
Først og fremmest kritiserede afhængighedsteoretikere, at moderniseringsteorien tog udgangspunkt i, at det enkelte land kunne gennemgå en udvikling uden at tage højde for den internationale kontekst. Den internationale kontekst giver altså muligheder og begrænsninger for det enkelte land, og derfor er den udvikling, ulande skal gennemgå i dag, væsentlig anderledes end udviklingen, England gennemgik ved sin tidlige industrialisering.
Grundlæggende er der tale om en marxistisk inspireret teoriretning, der handler om det ulige bytteforhold mellem de rige lande og de fattige lande, og fremfører, at det økonomiske system er afhængigt af, at nogle lande er fattige. Det behøver ikke at være de samme lande hele tiden (lande kan eksempelvis flytte sig mellem Wallersteins kategorier), men nogle områder skal være fattige for at andre kan være rige. For at komme ud af fattigdom er det altså nødvendigt at bryde med markedssystemet, da det er dette system, der fastholder de fattige lande i deres situation.

## Historisk-sociologisk udviklingsteori
Den historisk-sociologiske udviklingsteori er primært en anskuelse, der bygger på en historisk analyse af samfundet. Fælles for de fleste tilhængere af teoriretningen er en række antagelser. Først og fremmest er udvikling ikke noget, der nogensinde har været styret ovenfra. Udvikling er kommet af sig selv. Eksempelvis er revolutioner opstået ved, at den herskende klasse og staten ikke har været allierede, og hvordan revolutionerne har udviklet sig har været til overraskelse for alle involverede (ifølge Theda Skocpol). Barrington Moore ser, hvordan forskellige klassestrukturer har medført forskellige omvæltninger i forskellige lande.
For udviklingsteorien generelt betyder det, at der ikke er én måde at udvikle sig på, og at vi derfor ikke kan forsøge at hjælpe ulande "op" på et vestligt niveau, da dette vil være forkert i forhold til netop disse landes kulturelle baggrund. Generelt er der altså tale om en teori, der bryder med, at den vestlige verdens levevis skulle være speciel ønskværdig at eksportere.

## Kritikere af udviklingsteorierne / liberal udviklingsteori
En gruppe af liberalistiske kritikere mener ikke, at man bør give udviklingshjælp overhovedet, og betragter enhver form for overførsel til ulande som med til at fastholde landene i fattigdom. Argumentationen bygger for eksempel på, at ved at give fødevarer til lande i hungersnød gør man, at der ikke kan opbygges en fødevareproduktion i landet. Dette eksempel (hvis rigtighed, der blandt liberale tænkere er generel enighed om) udvides til at sige, at enhver form for hjælp i virkeligheden vil gøre skade på markedsmekanismerne, og derfor er uønsket. Hvis der skal gives hjælp overhovedet, så skal denne hjælp udelukkende anvendes til at hjælpe staten til at opbygge markedsfunktioner.
Denne kritik kan afføde to forskellige former for reaktion, enten at man forsøger at hjælpe med at skabe markedsreformer (som blandt andet IMF har arbejdet på), eller at man bedst hjælper ved ikke at foretage sig noget. Efter den konklusion kan man betragte dette som en selvstændig udviklingsteori eller et synspunkt om udviklingsteoriernes formålsløshed.

## Link
- Udviklingsteori hos Udenrigsministeriet Arkiveret 30. august 2013 hos  Wayback Machine